# Líderes en porcentaje de tiros de campo de la NBA
En el baloncesto, un tiro de campo es una canasta marcada por una acción sobre el terreno de juego, excepto los tiros libres. El líder en porcentaje de tiros de campo de la National Basketball Association (Asociación Nacional de Baloncesto) o (NBA) es el jugador con el mayor porcentaje de tiros de campo en una temporada determinada. Para calificar como líder de porcentaje de tiros de campo, el jugador debe tener por lo menos 300 tiros de campo encestados. Aparte de la temporada de huelga de 1998-99, este ha sido el criterio de entrada desde la temporada 1974-75.

## Leyenda
|             |              | Jugador activo en la NBA                                               |                                                                        |                                                                        |                                                                        |                                                                        |
|             |              | Jugador miembro del Basketball Hall of Fame                            |                                                                        |                                                                        |                                                                        |                                                                        |
| Jugador (#) | Jugador (#)  | Indica el número de veces que el jugador ha sido líder de la categoría | Indica el número de veces que el jugador ha sido líder de la categoría | Indica el número de veces que el jugador ha sido líder de la categoría | Indica el número de veces que el jugador ha sido líder de la categoría | Indica el número de veces que el jugador ha sido líder de la categoría |
| Pos.        | Posición(es) | Posición(es)                                                           | B                                                                      | Base                                                                   | E                                                                      | Escolta                                                                |
| A           | Alero        | Alero                                                                  | AP                                                                     | Ala Pívot                                                              | P                                                                      | Pívot                                                                  |

## Líderes en porcentaje de tiros de campo
| Temporada | Jugador               | Pos. | Equipo                                    | Partidos jugados | Tiros de campo anotados | Tiros de campo intentados | Porcentaje de tiros de campo | Ref.   |
| --------- | --------------------- | ---- | ----------------------------------------- | ---------------- | ----------------------- | ------------------------- | ---------------------------- | ------ |
| 1946-47   | Bob Feerick           | ES   | Washington Capitols                       | 55               | 364                     | 908                       | .4009                        | [ 3 ]  |
| 1947-48   | Buddy Jeannette       | B    | Baltimore Bullets                         | 46               | 150                     | 430                       | .3488                        | [ 4 ]  |
| 1948-49   | Arnie Risen           | P/AP | Rochester Royals                          | 60               | 345                     | 816                       | .4228                        | [ 5 ]  |
| 1949-50   | Alex Groza            | P    | Indianapolis Olympians                    | 64               | 521                     | 1090                      | .4780                        | [ 6 ]  |
| 1950-51   | Alex Groza (2)        | P    | Indianapolis Olympians                    | 66               | 492                     | 1046                      | .4704                        | [ 6 ]  |
| 1951-52   | Paul Arizin           | A    | Philadelphia Warriors                     | 66               | 548                     | 1222                      | .4484                        | [ 7 ]  |
| 1952-53   | Ed Macauley           | P/AP | Boston Celtics                            | 69               | 451                     | 997                       | .4524                        | [ 8 ]  |
| 1952-53   | Neil Johnston         | P    | Philadelphia Warriors                     | 70               | 504                     | 1114                      | .4524                        | [ 9 ]  |
| 1953-54   | Ed Macauley (2)       | P/AP | Boston Celtics                            | 71               | 492                     | 950                       | .4863                        | [ 8 ]  |
| 1954-55   | Larry Foust           | P/AP | Fort Wayne Pistons                        | 70               | 398                     | 818                       | .4866                        | [ 10 ] |
| 1955-56   | Neil Johnston (2)     | P    | Philadelphia Warriors                     | 70               | 499                     | 1092                      | .4570                        | [ 9 ]  |
| 1956-57   | Neil Johnston (3)     | P    | Philadelphia Warriors                     | 69               | 520                     | 1163                      | .4471                        | [ 9 ]  |
| 1957-58   | Jack Twyman           | A    | Cincinnati Royals                         | 72               | 465                     | 1028                      | .4523                        | [ 11 ] |
| 1958-59   | Ken Sears             | AP   | New York Knicks                           | 71               | 491                     | 1002                      | .4900                        | [ 12 ] |
| 1959-60   | Ken Sears (2)         | AP   | New York Knicks                           | 64               | 412                     | 863                       | .4774                        | [ 12 ] |
| 1960-61   | Wilt Chamberlain      | P    | Philadelphia Warriors                     | 79               | 1251                    | 2457                      | .5092                        | [ 13 ] |
| 1961-62   | Walt Bellamy          | P    | Chicago Packers                           | 79               | 973                     | 1875                      | .5189                        | [ 14 ] |
| 1962-63   | Wilt Chamberlain (2)  | P    | San Francisco Warriors                    | 80               | 1463                    | 2770                      | .5282                        | [ 13 ] |
| 1963-64   | Jerry Lucas           | AP/P | Cincinnati Royals                         | 79               | 545                     | 1035                      | .5266                        | [ 15 ] |
| 1964-65   | Wilt Chamberlain (3)  | P    | San Francisco Warriors Philadelphia 76ers | 73               | 1063                    | 2083                      | .5103                        | [ 13 ] |
| 1965-66   | Wilt Chamberlain (4)  | P    | Philadelphia 76ers                        | 79               | 1074                    | 1990                      | .5397                        | [ 13 ] |
| 1966-67   | Wilt Chamberlain (5)  | P    | Philadelphia 76ers                        | 81               | 785                     | 1150                      | .6826                        | [ 13 ] |
| 1967-68   | Wilt Chamberlain (6)  | P    | Philadelphia 76ers                        | 82               | 819                     | 1377                      | .5948                        | [ 13 ] |
| 1968-69   | Wilt Chamberlain (7)  | P    | Los Angeles Lakers                        | 81               | 641                     | 1099                      | .5833                        | [ 13 ] |
| 1969-70   | Johnny Green          | AP/P | Cincinnati Royals                         | 78               | 481                     | 860                       | .5593                        | [ 16 ] |
| 1970-71   | Johnny Green (2)      | AP/P | Cincinnati Royals                         | 75               | 502                     | 855                       | .5871                        | [ 16 ] |
| 1971-72   | Wilt Chamberlain (8)  | P    | Los Angeles Lakers                        | 82               | 496                     | 764                       | .6492                        | [ 13 ] |
| 1972-73   | Wilt Chamberlain (9)  | P    | Los Angeles Lakers                        | 82               | 426                     | 586                       | .7270                        | [ 13 ] |
| 1973-74   | Bob McAdoo            | P/AP | Buffalo Braves                            | 74               | 901                     | 1647                      | .5471                        | [ 17 ] |
| 1974-75   | Don Nelson            | A    | Boston Celtics                            | 79               | 423                     | 785                       | .5389                        | [ 18 ] |
| 1975-76   | John Shumate          | AP/P | Phoenix Suns Buffalo Braves               | 75               | 332                     | 592                       | .5608                        | [ 19 ] |
| 1975-76   | Wes Unseld            | P/AP | Washington Bullets                        | 78               | 318                     | 567                       | .5608                        | [ 20 ] |
| 1976-77   | Kareem Abdul-Jabbar   | P    | Los Angeles Lakers                        | 82               | 888                     | 1533                      | .5793                        | [ 21 ] |
| 1977-78   | Bobby Jones           | A    | Denver Nuggets                            | 75               | 440                     | 761                       | .5782                        | [ 22 ] |
| 1978-79   | Cedric Maxwell        | A    | Boston Celtics                            | 80               | 472                     | 808                       | .5842                        | [ 23 ] |
| 1979-80   | Cedric Maxwell (2)    | A    | Boston Celtics                            | 80               | 457                     | 750                       | .6093                        | [ 23 ] |
| 1980-81   | Artis Gilmore         | P    | Chicago Bulls                             | 82               | 547                     | 816                       | .6703                        | [ 24 ] |
| 1981-82   | Artis Gilmore (2)     | P    | Chicago Bulls                             | 82               | 546                     | 837                       | .6523                        | [ 24 ] |
| 1982-83   | Artis Gilmore (3)     | P    | San Antonio Spurs                         | 82               | 556                     | 888                       | .6261                        | [ 24 ] |
| 1983-84   | Artis Gilmore (4)     | P    | San Antonio Spurs                         | 64               | 351                     | 556                       | .6313                        | [ 24 ] |
| 1984-85   | James Donaldson       | P    | Los Angeles Clippers                      | 82               | 351                     | 551                       | .6370                        | [ 25 ] |
| 1985-86   | Steve Johnson         | P/AP | San Antonio Spurs                         | 71               | 362                     | 573                       | .6318                        | [ 26 ] |
| 1986-87   | Kevin McHale          | AP/P | Boston Celtics                            | 77               | 790                     | 1307                      | .6044                        | [ 27 ] |
| 1987-88   | Kevin McHale (2)      | AP/P | Boston Celtics                            | 64               | 550                     | 911                       | .6037                        | [ 27 ] |
| 1988-89   | Dennis Rodman         | AP   | Detroit Pistons                           | 82               | 316                     | 531                       | .5951                        | [ 28 ] |
| 1989-90   | Mark West             | P/AP | Phoenix Suns                              | 82               | 331                     | 530                       | .6245                        | [ 29 ] |
| 1990-91   | Buck Williams         | AP/P | Portland Trail Blazers                    | 80               | 358                     | 595                       | .6017                        | [ 30 ] |
| 1991-92   | Buck Williams (2)     | AP/P | Portland Trail Blazers                    | 80               | 340                     | 563                       | .6039                        | [ 30 ] |
| 1992-93   | Cedric Ceballos       | A    | Phoenix Suns                              | 74               | 381                     | 662                       | .5755                        | [ 31 ] |
| 1993-94   | Shaquille O'Neal      | P    | Orlando Magic                             | 81               | 953                     | 1591                      | .5990                        | [ 32 ] |
| 1994-95   | Chris Gatling         | AP/P | Golden State Warriors                     | 58               | 324                     | 512                       | .6328                        | [ 33 ] |
| 1995-96   | Gheorghe Mureşan      | P    | Washington Bullets                        | 76               | 466                     | 798                       | .5840                        | [ 34 ] |
| 1996-97   | Gheorghe Mureşan (2)  | P    | Washington Bullets                        | 73               | 327                     | 541                       | .6044                        | [ 34 ] |
| 1997-98   | Shaquille O'Neal (2)  | P    | Los Angeles Lakers                        | 60               | 670                     | 1147                      | .5841                        | [ 32 ] |
| 1998-99   | Shaquille O'Neal (3)  | P    | Los Angeles Lakers                        | 49               | 510                     | 885                       | .5763                        | [ 32 ] |
| 1999-00   | Shaquille O'Neal (4)  | P    | Los Angeles Lakers                        | 79               | 956                     | 1665                      | .5742                        | [ 32 ] |
| 2000-01   | Shaquille O'Neal (5)  | P    | Los Angeles Lakers                        | 74               | 813                     | 1422                      | .5717                        | [ 32 ] |
| 2001-02   | Shaquille O'Neal (6)  | P    | Los Angeles Lakers                        | 67               | 712                     | 1229                      | .5793                        | [ 32 ] |
| 2002-03   | Eddy Curry            | P    | Chicago Bulls                             | 81               | 335                     | 573                       | .5846                        | [ 35 ] |
| 2003-04   | Shaquille O'Neal (7)  | P    | Los Angeles Lakers                        | 67               | 554                     | 948                       | .5844                        | [ 32 ] |
| 2004-05   | Shaquille O'Neal (8)  | P    | Miami Heat                                | 73               | 658                     | 1095                      | .6009                        | [ 32 ] |
| 2005-06   | Shaquille O'Neal (9)  | P    | Miami Heat                                | 59               | 480                     | 800                       | .6000                        | [ 32 ] |
| 2006-07   | Mikki Moore           | P    | New Jersey Nets                           | 79               | 308                     | 506                       | .6087                        | [ 36 ] |
| 2007-08   | Andris Biedriņš       | P    | Golden State Warriors                     | 76               | 340                     | 543                       | .6262                        | [ 37 ] |
| 2008-09   | Shaquille O'Neal (10) | P    | Phoenix Suns                              | 75               | 512                     | 841                       | .6088                        | [ 32 ] |
| 2009-10   | Dwight Howard         | P    | Orlando Magic                             | 82               | 510                     | 834                       | .6115                        | [ 38 ] |
| 2010-11   | Nenê                  | AP/P | Denver Nuggets                            | 75               | 402                     | 654                       | .6147                        | [ 39 ] |
| 2011-12   | Tyson Chandler        | P    | New York Knicks                           | 62               | 241                     | 335                       | .6789                        | [ 40 ] |
| 2012-13   | DeAndre Jordan        | P    | Los Angeles Clippers                      | 82               | 314                     | 448                       | .6434                        | [ 41 ] |
| 2013-14   | DeAndre Jordan (2)    | P    | Los Angeles Clippers                      | 82               | 348                     | 515                       | .6757                        | [ 41 ] |
| 2014-15   | DeAndre Jordan (3)    | P    | Los Angeles Clippers                      | 82               | 379                     | 534                       | .7100                        | [ 41 ] |
| 2015-16   | DeAndre Jordan (4)    | P    | Los Angeles Clippers                      | 77               | 357                     | 508                       | .7028                        | [ 41 ] |
| 2016-17   | DeAndre Jordan (5)    | P    | Los Angeles Clippers                      | 81               | 412                     | 577                       | .7140                        | [ 41 ] |
| 2017-18   | Clint Capela          | P    | Houston Rockets                           | 74               | 441                     | 676                       | .6524                        | [ 42 ] |
| 2018-19   | Rudy Gobert           | P    | Utah Jazz                                 | 81               | 476                     | 712                       | .6685                        | [ 43 ] |
| 2019-20   | Mitchell Robinson     | P    | New York Knicks                           | 61               | 253                     | 341                       | .7419                        | [ 44 ] |
| 2020-21   | Rudy Gobert (2)       | P    | Utah Jazz                                 | 71               | 391                     | 579                       | .6753                        | [ 43 ] |
| 2021-22   | Rudy Gobert (3)       | P    | Utah Jazz                                 | 66               | 362                     | 508                       | .7126                        | [ 43 ] |
| 2022-23   | Nicolas Claxton       | P    | Brooklyn Nets                             | 76               | 414                     | 587                       | .7053                        | [ 45 ] |
| 2023-24   | Daniel Gafford        | P    | Washington Wizards Dallas Mavericks       | 74               | 348                     | 480                       | .7250                        | [ 46 ] |
| 2024-25   | Jarrett Allen         | P    | Cleveland Cavaliers                       | 82               | 452                     | 640                       | .7063                        | [ 47 ] |